# Liber abaci

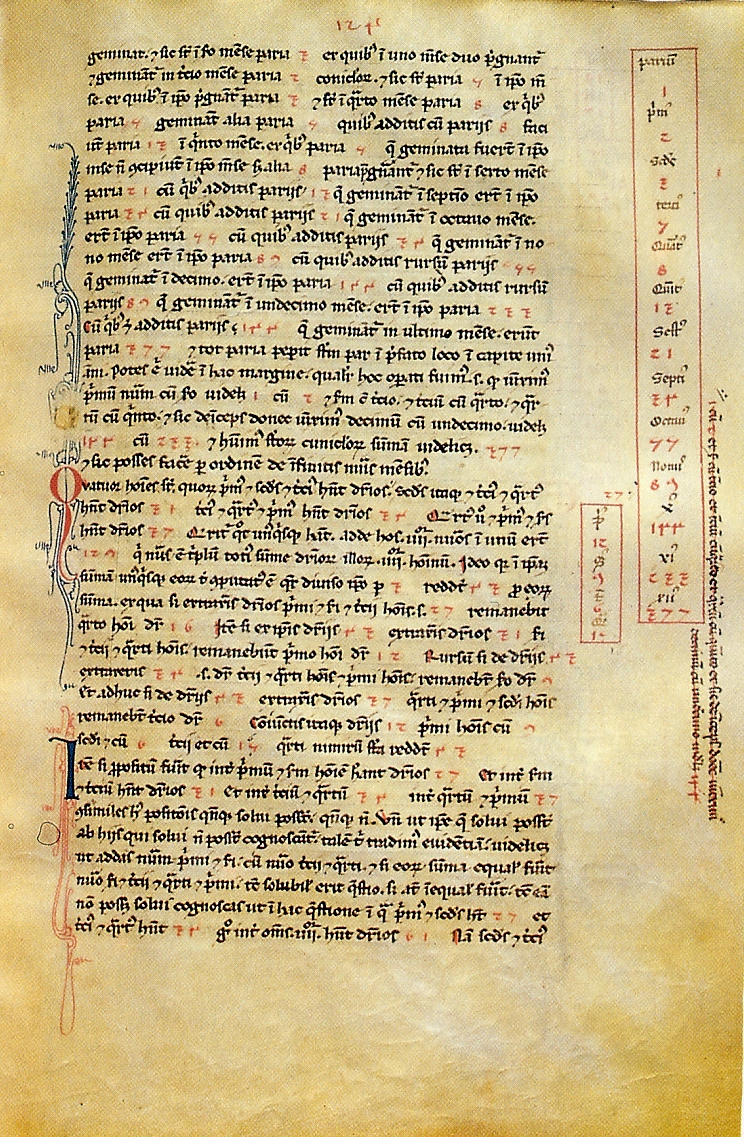
Page 124 du Liber abaci de la bibliothèque nationale de Florence, décrivant la croissance d'une population de lapins et introduisant ainsi la suite de Fibonacci. L'encart, à droite du texte, présente les 13 premiers termes de la suite, écrits avec des chiffres d'origine arabe ; de haut en bas : 1, 2, 3, 5, 8, 13, 21, 34, 55, 89, 144, 233 et 377.

Le Liber abaci — aussi écrit Liber abbaci, que l'on peut traduire en Livre du calcul ou Livre de l'abaque — est un ouvrage de Leonardo Fibonacci écrit en 1202. 

## Diffusion
Aucune version de l'ouvrage original de 1202 n'existe aujourd'hui. Une deuxième édition — augmentée — du Liber Abaci est publiée en 1228, sa préface rédigée en 1227 est dédiée à Michael Scot  , . 
L'œuvre de Fibonacci reste cachée, voire relativement oubliée, pendant plus de six siècles. Et l'on s'étonne qu'en dehors des originaux conservés et de quelques copies ultérieures, réalisées pour la plupart avant l'invention de l'imprimerie, le Liber abaci n'ait été édité pour la première fois qu'au XIXe siècle. Concrètement, c'est le prince, historien et mathématicien italien Baldassare Boncompagni (1821-1894) qui se charge de la première édition de l'original en latin, qu'il publie sans commentaires en 1857. C'est encore  au XIXe siècle que le mathématicien français Édouard Lucas (1842-1891) réalise une étude de la célèbre suite de Fibonacci, en proposant une généralisation. Mais il faut attendre le XXIe siècle pour que le Liber abaci soit traduit du latin à l'anglais, dans une édition qui voit le jour en 2002 . 

## Intérêt majeur
Le système de notation décimal positionnel fut l'une des plus grandes avancées de toute l'histoire des mathématiques, même s'il faut rappeler que ce ne fut pas l'œuvre d'une seule personne, mais celle d'une communauté — la communauté indienne. 
Dans cet ouvrage, Fibonacci recueille les savoirs mathématiques de son époque et ouvre la voie à des évolutions décisives pour sa discipline. Il introduit notamment une nouvelle méthode d'écriture des nombres naturels, à l'aide d'un système de notation positionnelle hérité de la culture indo-arabe. Fibonacci présente les chiffres arabes et le système qu'on lui a enseigné dans une école de comptabilité, auprès des savants de Béjaia — actuellement en Algérie —, où son père, Guglielmo Bonaccio, officie comme notaire public des douanes pour le compte de l'ordre des marchands de Pise. 
Le Liber abaci est en Europe occidentale chrétienne une des premières vulgarisations des chiffres arabes, après le Codex Vigilanus en 976, l'abaque de Gerbert vers l'an mil, et des adaptations latines d'un traité d'Al-Khwarizmi au XIIe siècle. Il s'adresse aux marchands et aux savants mathématiciens de son temps. Fibonacci essaie de convaincre ses compatriotes de l'adopter, en leur montrant que l'adoption de ce système permettra un changement fondamental, non seulement pour l'écriture des nombres, mais également pour le développement à venir des mathématiques . Le Liber Abaci a inspiré l'auteur anonyme de l’Arithmétique de Trévise, premier manuel de calcul imprimé en Europe.

## Contenu
L'œuvre phare de Fibonacci compte quinze chapitres de longueur fort inégale : 
 
Chapitre 1 : Sur la reconnaissance des neuf figures indiennes et la manière d'écrire tous les nombres
 
Chapitre 2 : Sur la multiplication des nombres entiers
 
Chapitre 3 : Sur l'addition des nombres
 
Chapitre 4 : Sur la soustraction d'un nombre inférieur à un autre supérieur
 
Chapitre 5 : Sur la division de nombres entiers
 
Chapitre 6 : Sur la multiplication de nombres entiers par fractions
Chapitre 7 : Sur l'addition, la soustraction et la division de nombres avec fractions et la réduction de différentes parties à une seule
Chapitre 8 : Trouver la valeur d'une marchandise par la méthode principale
 
Chapitre 9 : Sur les changements de valeur d'une marchandise et autres questions similaires
 
Chapitre 10 : Sur les entreprises et leurs membres
 
Chapitre 11 :  Sur les conversions monétaires
 
Chapitre 12 : Sur la solution à de nombreux problèmes
 
Chapitre 13 : Sur la méthode elchataym  et la façon de résoudre la plupart des problèmes mathématiques
 
Chapitre 14 : Sur la façon de trouver des racines carrées et cubiques, sur la multiplication, la division et la soustraction entre elles, et sur le traitement de binomiales et de leurs racines
 
Chapitre 15 : Sur des règles géométriques pertinentes et sur des problèmes d'algèbre et  almuchabala .
  

On peut aussi scinder l'œuvre en cinq sections : 
 
La première section présente le système positionnel des chiffres arabes, y compris la technique de la multiplication par jalousies et des méthodes pour passer d'un système de numérotation à l'autre.
 
La deuxième introduit des exemples pour le commerce tels que la conversion de monnaies et de mesures, le calcul du profit et de l'intérêt.
 
La troisième partie discourt sur des problèmes mathématiques tels que le théorème des restes chinois, le concept de nombre parfait ou du nombre premier de Mersenne et des formules mathématiques telles que la suite arithmétique ou le nombre pyramidal carré. Un exemple de suite mathématique donné dans ce livre, celui de la croissance d'une population de lapins, est à l'origine de la suite de Fibonacci pour laquelle l'auteur est principalement connu actuellement.
 
La quatrième section traite des approximations, numériques et géométriques, de certains nombres irrationnels tels que les racines carrées.
Le livre inclut également des preuves en géométrie euclidienne et une étude du système d'équations linéaires à la suite de Diophante d'Alexandrie, que Fibonacci avait probablement découvert dans l'œuvre du mathématicien perse Al-Karaji. Il y est prouvé que toute fraction {\displaystyle {\frac {a}{b}}} peut se noter, soit comme une somme de fractions distinctes dont le numérateur est {\displaystyle 1} soit, peut être représentée par une fraction égyptienne .